# Francis de Miomandre
Francis de Miomandre (n. 22 mai 1880, Tours, Franța – d. 1 august 1959, Saint-Brieuc, Bretagne, Franța) a fost un scriitor francez și un foarte bun traducător din spaniolă în franceză, care a câștigat Premiul Goncourt în 1908.

## Biografie
S-a născut în Tours, Indre-et-Loire, fiul unui vânzător Gilbert Durand și al lui Thérèse de Miomandre. Și-a păstrat numele mamei ca pseudonim. În 1888 s-a mutat împreună cu părinții săi la Marsilia și a rămas acolo până în 1898, studiind la Colegiul Iezuit Sf. Ignatie din Marsilia. În același timp s-a împrietenit cu un grup de tineri scriitori. În 1894 au fondat o revistă la Revue Méditerranéenne în care și-a publicat lucrările de la începutul carierei. În 1900 l-a întâlnit pe Camille Mockler în Saint-Leu-La-Forêt.
În 1904 Miomandre a publicat prima sa carte „Les Reflets et les souvenirs” cu un tiraj de două sute douăzeci de exemplare. A lucrat la revistele „le Mercure de France” (Paris), „Antée” (Bruges), și „L’Occident”. Francis a început să vândă tablouri la o galerie numită Berngayma, iar mai târziu a lucrat ca secretar al directorului său - Félix Fénéon. Mai târziu, a ocupat funcția de secretar al consiliului de redacție al revistei „L'Art et les artistes” până în 1912. În cele din urmă a câștigat Premiul Goncourt în 1908 pentru romanul său Écrit sur l'eau....
Miomandre a scris mii de articole pentru peste două sute de reviste și ziare. Acesta a fost principalul său mijloc de trai. Din când în când scria la editurile Marges, New French Review, Manuscrit autographe și les Cahiers du Sud și avea o rubrică în Nouvelles littéraires din 1922 până la moartea sa în 1959. În plus, în 1926, a scris în mod regulat recenzii literare și a colaborat cu alte reviste. Primele sale eseuri critice au fost publicate în cartea „Fața” în 1907. Patru ani mai târziu, a lansat o altă colecție de eseuri.

## Opera

### Romane
- Écrit sur de l'eau... Premiul Goncourt (1908)
- Aventures merveilleuses d'Yvan Danubsko, prince valaque (1909)
- Le Vent et la Poussière. (1909)
- L'Ingénu (1910)
- Au Bon Soleil, scènes de la vie provençale (1911)
- Digression peacockienne (1911)
- Gazelle (Mémoire d'une tortue) (1910)
- L'Ingénu (1911)
- Histoire de Pierre Pons, pantin de feutre, roman pour les enfants (1912)
- ...D'amour et d'eau fraîche (1913)
- L'Aventure de Thérèse Beauchamps (1913)
- Le Veau d'Or et la Vache Enragée (1917)
- Pantomime anglaise (1918)
- Voyages d’un sédentaire (1918)
- La Cabane d’amour ou le Retour de l’oncle Arsène (1919)
- Le Mariage de Geneviève (1920)
- L'Amour sous les oliviers (1921)
- Les Taupes (1922)
- Ces Petits Messieurs (1922)
- Le Greluchon sentimental (1923)
- La Naufragée. (1924)
- La Jeune Fille au jardin, unedited novel (1924)
- Contes des cloches de cristal (1925)
- La Bonbonnière d'or (1925)
- L’Ombre et l’Amour. Journal d’un homme timide. (1925)
- Le Radjah de Mazulipatam (1926)
- L’Amour de Mademoiselle Duverrier (1926)
- Olympe et ses amis (1927)
- Les Baladins d’amour (1928)
- Passy-Auteuil ou Le vieux monsieur du square. Monologue intérieur. (1928)
- Soleil de Grasse (1929)
- Baroque (1929)
- Le Jeune Homme des palaces (1929)
- Le Patriarche (1919)
- Vie du sage Prospero (1930)
- Jeux de glaces (1930)
- Âmes russes 1910 (1931)
- Les Égarements de Blandine (1932)
- Otarie. arabesque amoureuse et marine. Dedicated to Blaise Cendrars. (1933)
- Le Zombie (1935)
- Le Cabinet chinois (1936)
- Direction Étoile (1937)
- L'Invasion du paradis (1937)
- Le Fil d’Ariane (1941)
- Portes. (1943)
- Fugues (1943)
- Les Jardins de Marguilène (1943)
- Le Raton laveur et le maître d’hôtel (1944)
- Primevère et l’Ange (1945)
- L'Âne de Buridan (1946)
- La Conférence (1946)
- Rencontres dans la Nuit (1954)
- L’Œuf de Colomb (1954)
- Aorasie (1957)
- Caprices (1960)

### Poezie
- Les Reflets et les souvenirs (1904)
- Samsara (1931)